# Jean Dubray
Jean Dubray (né en 1935, à Ardilleux (Deux-Sèvres) est prêtre du Sacré-Cœur. Ancien enseignant de classes préparatoires, il est professeur émérite de l’École supérieure de théologie catholique d’Issy-les-Moulineaux.
Titulaire des doctorats de philosophie (université de Provence Aix-Marseille I, 2004), de littérature et civilisation françaises (université Paris-Sorbonne, 2010) et du doctorat canonique de théologie (Institut catholique de Paris, 2015), il se consacre à la recherche, étudiant notamment le jansénisme du XVIIIe siècle et la pensée de l’abbé Grégoire. Il est membre de la « Société des Amis de Port-Royal » et de la « Société des Amis de Chateaubriand ».

## Biographie
Jean Dubray, natif d'un village des Deux-Sèvres (Ardilleux), est issu d'un milieu paysan. Après l'école primaire, il poursuit des études secondaires au collège Saint-Clément de Viry-Châtillon, en Essonne (91) de 1947 à 1953. Entré ensuite à l'Institut des Prêtres du Sacré-Cœur, dont le séminaire est situé à Lyon, il y effectue, après ses baccalauréats, des études de philosophie et de théologie, jusqu'à la maîtrise (dans cette dernière discipline), à la faculté canonique de cette ville, de 1954 à 1964, avec une interruption due au service militaire. Après son ordination presbytérale (1963) il est nommé professeur et aumônier au collège Saint-Clément de Viry-Châtillon, puis au Lycée Saint-Charles d'Athis-Mons où il exerce durant 26 années. C'est dans ce cadre qu'il parachève ses licences, maîtrises et DEA de philosophie et de lettres, enseignant dans ces deux disciplines, en classes de lycée. En fin de carrière, on lui confie également un enseignement de culture générale en classe préparatoire HEC.
À sa retraite, il est nommé par l'autorité ecclésiastique directeur à l'école supérieure de théologie d'Issy-les-Moulineaux (séminaire Saint-Sulpice). Il y entreprend alors, tout en enseignant, la rédaction des trois thèses ci-dessus mentionnées, en philosophie, en lettres et en théologie (toutes éditées depuis). Désormais retraité, il consacre ses dernières activités à l'écriture et à la collaboration, comme critique littéraire, à différentes revues.

## Publications

### Ouvrages
- Essai d'une bibliographie critique des œuvres de l'abbé Grégoire de Salomon Posener, édition critique par Jean Dubray, paru en 2023 aux éd. « Classiques Garnier ».
- Lettres de Voyage de l'abbé Grégoire (1792-1809), édition critique par Jean Dubray, paru en 2021 aux éd. « Classiques Garnier ».
- Homélie du citoyen cardinal Chiaramonti (traduite de l'italien par l'abbé Grégoire), édition critique par Jean Dubray, paru en 2020 aux éd. « Malo Quirvane ».
- Correspondance de l'abbé Grégoire avec son clergé du Loir-et-Cher, Tome IV, édition critique de Jean Dubray, paru en 2020 aux éd. « Classiques Garnier »[4],[5].
- Correspondance de l'abbé Grégoire avec son clergé du Loir-et-Cher, Tome III, édition critique de Jean Dubray, paru en 2019 aux éd. « Classiques Garnier »[4],[5],[6].
- Correspondance de l'abbé Grégoire avec son clergé du Loir-et-Cher, Tome II, édition critique de Jean Dubray, paru en 2018 aux éd. « Classiques Garnier »[4],[5],[6].
- Correspondance de l'abbé Grégoire avec son clergé du Loir-et-Cher, Tome I, édition critique de Jean Dubray, paru en 2017 aux éd. « Classiques Garnier »[4],[7], [8], [9].
- Lettres inédites sur l’Augustinus, de l’abbé Grégoire, édition critique de Jean Dubray, ouvrage paru en 2015 aux éd. « Classiques Garnier »[10],[11],[12],[13],[14],[15].
- Lettres à l’abbé Grégoire, Phénix éditions, 2013, vol. I[16],[17].
- Pascal et Baudelaire, Classiques Garnier, 2011[18],[19],[20],[21].
- La Pensée de l’abbé Grégoire. Despotisme et liberté, « Voltaire Foundation » de l’université d’Oxford, 2008[22],[23],[24],[25].
- Pascal et Baudelaire, étude philosophique et théologique d’une tradition janséniste, vol. 1, vol. 2, Lille, ANRT, 2013.
- Les Fondements anthropologiques et l’art social dans l’œuvre de l’abbé Grégoire, vol. 1 et vol. 2, Lille, ANRT, 2006.
- L’Histoire des sectes, réédition en six volumes de l’abbé Grégoire aux éditions du Miraval, 2006.

### Ouvrages en collaboration
- Port Royal et la tradition chrétienne de l’Orient Chroniques de Port-Royal, Paris bibliothèque Mazarine, 2009 (p. 199-210)
- L’Abbé Grégoire et Port Royal, textes réunis par Valérie Guittienne-Mürger et Jean Lesaulnier, Paris, Nolin, 2010 (p. 33-47)
- Co-traduction du livre de Heiner Wilmer : Mystique entre action et pensée. Une nouvelle introduction à la philosophie de Maurice Blondel, Books on Demand, Coll. Clairefontaine, 2014.
- Port Royal au XIXe siècle Chroniques de Port-Royal (65), Paris bibliothèque Mazarine 2015 (p. 39-51)
- Gouverner une Église en Révolution ; Histoires et mémoires de l'épiscopat constitutionnel LARHRA UMR 5190, Lyon, 2017, (p. 127-136)
- Les ruines de Port-Royal des Champs par l'Abbé Grégoire, édition nouvelle établie et annotée par Jean Lesaulnier, présentation et notes par Jean Dubray, Paris, H. Champion, 2018[26],[27].
- Port-Royal et la République : 1940-1629?; Christianisme et République: Leurs affinités profondes selon l'Abbé Grégoire, Chroniques de Port-Royal, Paris, bibliothèque Mazarine, 2018, (p. 167-178).
- La France en Récits sous la direction de Yves Charles Zarka ( L'abbé Grégoire : Politique de la langue, p. 280-), PUF 2020
- Du Jansénisme au Modernisme, La bulle Auctorem fidei, 1794, pivot du magistère romain, sous la direction de J.-B. Amadieu et S. Icard, chapitre 7 (p.153 et suiv.) : L'abbé Grégoire et Scipione de' Ricci. Leur position concernant la bulle Auctorem fidei, par Jean Dubray. Paris Beauchesne 2020.
- Influences de Baudelaire, sous la direction de G. Farrugia, chapitre intitulé : Pascal et Baudelaire, par Jean Dubray, (pp.57 à 77). Presses Universitaires de Rennes (PUR), La Licorne, 2025.

### Articles et comptes rendus
- Collaborateur de la Revue philosophique de la France et de l’étranger (PUF) et de la Revue d’histoire de l’Église de France (Paris), Jean Dubray est l’auteur de nombreuses recensions (env. 150) et de plusieurs articles parus dans la revue Esprit et Vie (éd. du Cerf) aujourd’hui disparue et dans Le Magazine littéraire.

### Conférence
- https://scj.lu/podcast/conference-sur-labbe-gregoire-donne-par-p-jean-dubray-scj/